# Juan Carlos Caseros
Juan Carlos Caseros es una localidad uruguaya ubicada en el departamento de Colonia.